# 蔵田照美
蔵田 照美（くらた てるみ、女性、1952年5月7日 - ）は、熊本県出身の元ハンドボール選手である。

## 来歴
菊池農高卒業後、熊本大洋デパート・山鹿立石電気（現オムロン）に所属し活躍。
全日本のメンバーとして世界選手権2度出場。日本が唯一出場したモントリオールオリンピックでは得点王に輝いた。